# 엥겔베르트 돌푸스
엥겔베르트 돌푸스(독일어: Engelbert Dollfuß, 1892년 10월 4일 ~ 1934년 7월 25일)는 오스트리아의 정치가이다. 로마 가톨릭교회를 지지기반으로 한 극우 정당인 오스트리아 기독사회당과 조국전선 출신으로, 1932년부터 1934년까지 오스트리아의 총리를 지냈다.
그는 오스트리아 내에서 사회주의자는 물론 나치주의자들도 탄압하며 오스트리아 고유의 교권파시즘을 고수했는데, 결국 1934년 오스트리아의 나치 세력이 일으킨 7월 폭동(July Pustch)에서 나치주의자들에 의해 암살당했다. 이후 총리직에 오른 쿠르트 슈슈니크 또한 그의 뒤를 이어 나치 독일에 의한 안슐루스에 저항했다.

## 초창기
돌푸스는 니더외스터라이히주의 텍싱탈에서 싱글맘이자 신실한 가톨릭교인인 어머니 밑에서 태어났다. 가톨릭 신학교를 다닌 돌푸스는 비엔나 대학교에서 법을, 베를린 대학교에서 경제학을 공부하였다.
그러던 중 제1차 세계 대전이 터져 돌푸스는 알프스산맥 전선으로 보내졌다. 그는 훈장을 많이 받은 병사였기 때문에 이탈리아군의 포로가 되었다.
전쟁이 끝난 후 그는 농민협회의 사무장이 되어 농업부에서 일하게 된다. 1927년에는 저지 오스트리아의 농업 감독관이 되었으며, 1930년에는 오스트리아 기독사회당의 일원이 되어 오스트리아 연방철도공사의 사장으로 임명되었다. 이듬해에는 오스트리아 농림부 장관이 된다.

## 총리 생활
1932년 3월 20일, 돌푸스는 총리가 되어 연립정부의 지도자가 된다. 당시 오스트리아는 대공황의 여파 뿐만 아니라, 오스트리아-헝가리 제국의 해체 이후 보헤미아와 모라바의 공업 지역을 상실해 어려움에 빠졌다. 이들 지역이 베르사유 조약 이후에 체코슬로바키아에 편입되었다. 또한 돌푸스의 자리 역시 탄탄하지는 못했는데, 이는 오스트리아 애국전선이 의회에서 겨우 1석 차이로 제1당이 되었기 때문이다.

## 독재자로서의 돌푸스
1933년 3월, 투표 과정의 위법성에 대한 문제제기가 불거졌다. 당시 오스트리아 하원 의장이 의회 의원으로서 투표에 참여하기 위해 사임한 일이 있었다. 뒤이어 각기 다른 정당에 소속되어 있었던 두 명의 부의장들도 같은 이유로 사퇴했다. 의장, 부의장이 모두 사퇴하자, 의회는 형식적인 요건을 충족하지 못해 개회를 할 수 없었다.
돌푸스는 이 세 명의 사임을 모두 받아들였으며, 이로 인해 하원이 제구실을 하지 못한다고 주장했다. 또한 그는 대통령인 빌헬름 미클라스에게 특정지어지지 않은 기간 동안 하원의 휴정을 요청하였다. 이러한 일이 있은 얼마 뒤, 하원 의원들은 의회의 재소집을 요구하며 항의했지만, 돌푸스는 경찰을 동원하여 의회의 문을 굳게 막았다. 이 일로 인해 오스트리아의 민주주의는 심각한 손상을 받았다.
한편 돌푸스가 경계한 인물 중 하나가 바로 히틀러이다. 그가 권력을 얻을때쯤, 나치 정당인 오스트리아 국가사회주의당은 의미 있는 규모로 성장했으며, 소련의 영향력도 날이 갈수록 확장되었다. 이를 경계한 돌푸스는 국사당와 공산주의를 모두 금지시켰으며, 기독사회당의 깃발과 함께 일당 독재 체제를 구축했다.

## 사망
돌푸스는 1934년 7월 25일, 8명의 오스트리아 나치 멤버들에게 살해 당했다. 이에 대해 여러 가지 설이 제기되고 있다. 그 중 하나는 무솔리니를 원인으로 제시하는 설이다. 당시 무솔리니는 이탈리아군을 오스트리아와의 접경 지대에 놓고 히틀러를 위협하였다. 이로 반대한 오스트리아 나치 당원들의 반발 봉기가 있었고, 그 과정에서 돌푸스가 살해당한 것이다.
돌푸스는 비엔나의 한 공동묘지에 자신의 부인과 두 아이와 함께 묻혔다. 쿠르트 슈슈니크(Kurt Schuschnigg)가 차기 총리가 되었다.
| 전임 카를 부레슈 | 오스트리아 제1공화국 총리 1932년-1934년 | 후임 쿠르트 슈슈니크 |